# (32260) 2000 OG57
2000 OG57 (asteroide 32260) é um asteroide da cintura principal. Possui uma excentricidade de 0.10533250 e uma inclinação de 9.92075º.
Este asteroide foi descoberto no dia 29 de julho de 2000 por LONEOS em Anderson Mesa.